# Государственный меч Российской империи
Государственный меч Российской империи — один из овеществлённых символов императорской власти в России, отражающий право и обязанность правителя защищать своих подданных. Реально существующая на протяжении столетий единица холодного оружия. Значимый элемент, наравне с другими, формирующий понятие Исторические регалии Российского государства (Короны Российской империи, Императорский скипетр, Держава и так далее). Важный атрибут коронации всех российских императоров и императриц начиная с Елизаветы Петровны. В настоящее время — экспонат Государственной оружейной палаты.

## История использования мечей в качестве государственных регалий в России
К концу XVI века по сложившейся традиции в состав парадной амуниции московских правителей мечи не входили. Первое упоминание о церемониальном использовании этого вида оружия в России относится к десятимесячному царствованию Лжедмитрия I (по принятому в историографии суждению — самозванца), когда к устоявшимся четырём рындам с бердышами был добавлен пятый, с обнажённым мечом, что было вполне вероятным заимствованием из церемоний королевских дворов Европы. Первым «великим мечником» был назначен князь Михаил Васильевич Скопин-Шуйский. После убийства Лжедмитрия I эта должность была упразднена на десятилетия из-за неприятия новой правящей элитой нововведений самозванца. Следующее упоминание об использовании мечей в церемониальных целях относится к 1658 году, когда царь Алексей Михайлович принимал в Кремле царя Кахетии Теймураза I:

Рынды перед Великим Государем с мечми, стольники: князь Михайло да князь Петр княж Семеновы дети Прозоровского, Матвей Степанов сын Пушкин, Иван Богданов сын Приклонской. А как Государю кушанье подали, и перед Государем стояли по сторонам с мечи.
С утверждением в 1721 году Петром I Государева титула возникла необходимость изменения церемонии коронации и государственной атрибутики. Сначала к державе и скипетру были добавлены императорская корона и мантия.
Кроме того, по регламенту к ним полагался ключ и меч (хотя в документах, описывающих коронации Петра II и Анны Иоанновны, они не упоминаются). При погребении Петра I впереди всех прочих регалий несли четыре меча остриями обращёнными вниз.
В 1742 году перед коронацией Елизаветы Петровны Государственный меч окончательно выделен в качестве единственного оружия, воплощающего императорскую власть. Он, совместно с государственным знаменем, был установлен на четвёртой из ступеней своеобразной лестницы, находившейся рядом с троном при коронации, «символизируя право и долг монарха защищать своих подданных и вершить правосудие». При движении коронационной процессии регалии вносились (выносились) в следующем порядке: цепь Ордена Святого апостола Андрея Первозванного, панир, печать, меч, порфира, держава, скипетр, Малая Императорская корона, Большая Императорская корона.
Вплоть до 1917 года Государственный меч был не только обязательным атрибутом коронационных мероприятий всех Российских императоров и императриц, но использовался при погребальных ритуалах: первый раз в 1881 году на похоронах Александра II, в последний — в 1896 году при прощании с Александром III. Кроме того, он был задействован в ряде других особо важных государственных церемоний. Например, в последний раз в качестве государственной регалии — 27 апреля 1906 года при торжественном приёме и молебне по поводу созыва Государственной думы Российской империи.

## Описание Государственного меча
По указу от 16 апреля 1742 года предписано «выбрать в Оружейной палате лучший из находящихся в оной». Был отобран экземпляр, о котором известно следующее. Впервые он упоминается в 1687 году в «Переписной книге Оружейной и всякой царской казне и красок, что в Оружейной палате, в Большой казне, и в прочих палатах», созданной по указанию царевны Софьи Алексеевны и её братьев царей Ивана и Петра:

Меч, полоса стальная польская в три дола. От крыжа голомя наведено золотом. С одну сторону насечён орёл двоеглавой, на нём коруна, в ногах змей. На другой стороне грив — держит в ногах меч. Ножны поволочены бархатом серебряным цветным. На черену на конце вместо яблока две главы орловые, над ними коруна с крестом. Крыж з двемя колцы, у крыжа и у колец птичьи головы, с одной стороны на конце коруна. И устье и наконешник серебреные золоченые резные. На устье и на наконешнике с обе стороны по орлу двоеглавому чеканному, напаиваны с корунами. Цена сорок пять рублев. А в прежних книгах не написан.
Детальный анализ геральдических символов в этом описании, их значение и особенности размещения даёт научный сотрудник Музеев Московского Кремля С. П. Орленко в своей работе «Русские мечи Оружейной палаты XVII века». Определение «польская полоса», используемое в тексте, относится не к типу, а к происхождению клинка. Близ пяты вырезано клеймо — два полукруга, похожие на серпы, — которое повторяло товарный знак известного итальянского оружейника конца XV — начала XVI века Андреа Феррара (Andrea Ferrara). Практика нелегального клеймения изделий «под генуэзского мастера» особо распространилась в Восточной Европе XVI-XVII веков, в том числе на территории Речи Посполитой. По мнению директора Государственного исторического музея А. К. Левыкина именно этот факт определил «польское происхождение» клинка. Существует три версии, как эта единица оружия могла попасть в Оружейную палату, каждая из которых кажется вполне вероятной: клинок мог быть куплен, захвачен в качестве трофея во время Русско-польских войн 1632—1634 годов или 1654—1667 годов, изготовлен непосредственно в Москве «польским» мастером.
Изображения на пяте клинка, напротив, дают основания сделать практически однозначные выводы о происхождении крыжа (эфеса). С одной стороны это исполненный методом обронного гравирования двуглавый орёл в короне (символ христианский), несущий ввысь захваченного змея (дракона — символ мусульманский). С другой стороны изображён грив (грифон) с мечом. Если орёл при положении клинка остриём вверх занимает совершенно правильное положение, то грифон находится в неестественной позе — вытянувшись на одной лапе к небу и запрокинув меч далеко за спину. Объяснение этому кроется в традиции мастеров Оружейной палаты того периода размещать этих геральдических животных подобным образом на стволах огнестрельного оружия: орёл устремлён головой к дулу, лапами к казённику; грифон — горизонтально, в естественном движении вперёд, с занесённым вверх мечом. Такой характерный авторский почерк позволяет утверждать, что рукоять изготовлена в Москве. Орленко С. П. с высокой долей вероятности называет имя мастера — Григория Никитича Вяткина.
Клинок Государственного меча исполнен из дамасской стали, прибор из золочёного серебра. Когда выбранный меч был представлен будущей императрице, он был одобрен с незначительными особыми пожеланиями: заменить ткань на ножнах и дополнительно отполировать дол. В практически неизменном виде оружие сохранилось до наших дней. Только в XVIII-XIX веках при подготовке к различным коронациям обновлялась ткань на ножнах, а также производилось дополнительное золочение рукояти.

## Комментарии
1. ↑  В отличие от государственного щита, который использовался в церемониях погребения.
2. ↑  Рукоять.